# جونغ إيل-غوان
جونغ إيل-غوان (مواليد 30 أكتوبر 1992 في كوريا الشمالية) هو لاعب كرة قدم كوري شمالي يلعب مع ريميونغسو في الدوري الكوري الشمالي لكرة القدم كمهاجم. مثّل منتخب كوريا الشمالية لكرة القدم في كأس آسيا 2015. بدأ جونغ إيل-غوان مسيرته الرياضية عام 2011.

## روابط خارجية
- جونغ إيل-غوان على موقع الاتحاد الدولي (مؤرشف)  (الإنجليزية)
- جونغ إيل-غوان على موقع قاعدة بيانات كرة القدم.إي يو (الإنجليزية)
- جونغ إيل-غوان على موقع ناشيونال فوتبول تيمز (الإنجليزية)